# Hedda Hopper
Hedda Hopper   (Hollidaysburg, 2 de maig de 1885 - Hollywood, 1 de febrer de 1966) va ser una actriu i periodista nord-americana, rival periodística de Louella Parsons.
El seu veritable nom era Elda Furry i va néixer a Hollidaysburg, Pennsilvània. Els seus pares eren David i Margaret Furry, tots dos quàquers. Els seus germans eren Daura Furry; Sherman Furry; Cameron Furry; Edgar Furry; Frank M. Furry; i Margaret Furry.
La família es va mudar a Altoona, Pennsilvània, quan Elda tenia tres anys d'edat. El seu pare posseïa una carnisseria. Ella finalment va viatjar a Nova York i va començar la seva carrera actuant en cors teatrals de Broadway. Hopper no va tenir èxit, arribant a ser acomiadada pels coneguts germans Shubert. Així mateix, Florenz Ziegfeld va criticar a l'aspirant a artista. Després d'uns anys va aconseguir entrar en la companyia teatral de DeWolf Hopper. Així, va romandre en el cor i va viatjar amb la companyia per tot el país. Amb el temps va voler actuar en comptes de participar únicament com a membre del cor. Va tenir coneixement que Edgar Selwyn buscava actors per fer una gira amb la seva obra The Country Boy, per la qual cosa es va presentar a les proves. Va aconseguir un paper i ella va viatjar amb la companyia durant 35 setmanes.
Durant l'estiu va estudiar cant i en la tardor va viatjar amb The Quaker Girl en el segon paper. El xou va finalitzar en Albany, Nova York.

## Carrera

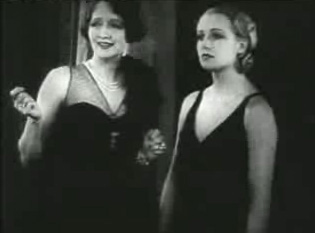
Amb Carole Lombard en The Racketeer (1929).

Hopper va començar a actuar al cinema mut el 1915. El seu debut va ser amb el film Battle of Hearts (1916). Va treballar en més de 120 títols en els següents 23 anys, usualment interpretant a distingides dames de l'alta societat.
Quan la seva carrera cinematogràfica va declinar a mitjan dècada de 1930, Hopper va buscar altres fonts d'ingressos. L'any 1937 va rebre una oferta per redactar una columna periodística de crònica de societat. La seva columna, cridada "Hedda Hopper's Hollywood", va debutar en el Los Angeles Times el 14 de febrer de 1938. Després d'anys de lluitar com a actriu, finalment va trobar el seu lloc. Va batejar la casa que va adquirir a Beverly Hills, Califòrnia, com "The House That Fear Built (La casa que va edificar la por)." En aquesta ocupació va tenir una contesa notòria amb Louella Parsons, periodista de llarga trajectòria en l'especialitat. Hopper i Parsons van rivalitzar pel títol de "Hollywood Queen", encara que els qui les van conèixer afirmaven que Hopper era la més sàdica. El seu visceral anticomunisme la va portar a animar i acabdillar la repressió contra els guionistes i directors d'aquesta ideologia a Hollywood i a marginar a nombrosos d'ells (la Llista negra de Hollywood) perseguits pel macartisme.
Les activitats de Hopper van ser molt controvertides, són cridaneres les relacionades amb Charlie Chaplin, Katharine Hepburn i Spencer Tracy o Joseph Cotten i Deanna Durbin. També van ser blanc dels seus comentaris Cary Grant i Randolph Scott, a més de Michael Wilding i Stewart Granger. Hopper va rebre la crítica de les actrius ZaSu Pitts i Joan Fontaine.

## Ràdio i televisió

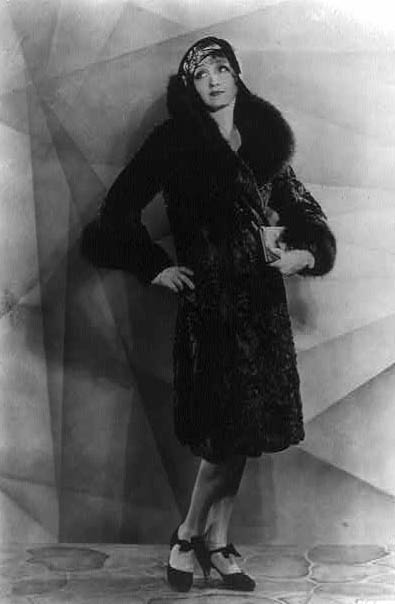
Hedda Hopper el 1929.

Coneguda pels seus comentaris i entrevistes a les estrelles cinematogràfiques, Hopper va debutar com a presentadora del seu propi programa radiofònic, The Hedda Hopper Xou, estrenat el 6 de novembre de 1939. Patrocinat per Sunkist Growers, Inc., es va emetre en la cadena CBS tres vegades a la setmana fins a octubre de 1942. Entre octubre de 1944 i setembre de 1945 va ser patrocinat per Treet i emès una vegada a la setmana. El 10 de setembre de 1945 es va traslladar a la cadena ABC, encara sota patrocini de Treet, radiant una emissió setmanal fins al juny de 1946. Hopper va tornar a CBS el 5 d'octubre de 1946 amb un programa setmanal de 15 minuts de durada anomenat This Is Hollywood, i patrocinat per Procter & Gamble. La seva última emissió va ser el 28 de juny de 1947.
En l'NBC va presentar un programa de varietats de 30 minuts, The Hedda Hopper Xou, emès des del 14 d'octubre de 1950 fins al 20 de maig de 1951, En aquest programa es combinava la música, la conversa i els extractes dramatitzats de pel·lícules amb convidats famosos, com ara Broderick Crawford fent una escena de All the King's Men.
El 10 de gener de 1960 es va emetre un especial televisiu en l'NBC, Hedda Hopper's Hollywood, presentat per Hopper, i amb entrevistes a Lucille Ball (antiga amiga de Hopper), Francis X. Bushman, Lliça Minnelli, John Cassavetes, Robert Cummings, Marion Davies (la seva última aparició en públic), Walt Disney, Janet Gaynor, Bob Hope, Hope Lange, Anthony Perkins, Debbie Reynolds, James Stewart i Gloria Swanson.
Hopper també va fer breus actuacions en el darrer tram de la seva carrera, incloent breus cameos en els films Sunset Blvd. (1950) i The Patsy (1964), així com en episodis de I Love Lucy i The Beverly Hillbillies. Va escriure una autobiografia, From Under My Hat (Doubleday, 1952), i el títol The Whole Truth and Nothing But (1963), també publicat per Doubleday.
Hopper va seguir escrivint fins a la seva mort, produint sis columnes diàries i una dominical pel Chicago Tribune, així com incomptables articles per a revistes de celebritats com ara Photoplay.

### Vida personal
Hopper es va casar el 8 de maig de 1913 amb DeWolf Hopper a Nova Jersey. Van tenir un fill, l'actor William Hopper, conegut per interpretar a Paul Drake en la sèrie Perry Mason. La parella es va divorciar el 1922.
Hopper va morir a causa d'una pneumònia a l'Hospital Cedars of Lebanon, a Hollywood. Tenia 75 anys d'edat. Està enterrada en el cementiri Rose Hill de Altoona, Pennsilvània.
Per la seva contribució a la indústria cinematogràfica té una estrella en el passeig de la fama de Hollywood, en el 6313 1/2 de Hollywood Boulevard.

## Filmografia

### Pel·lícules
- The Battle of Hearts (1916)
- Seven Keys to Baldpate (1917)
- Her Excellency, the Governor (1917)
- Nearly Married (1917)
- The Beloved Traitor (1918)
- By Right of Purchase (1918)
- Virtuous Wives (1918)
- The Third Degree (1919)
- Sadie Love (1919)
- The Isle of Conquest (1919)
- The Man Who Lost Himself (1920)
- The New York Idea (1920)
- Heedless Moths (1921)
- The Inner Chamber (1921)
- Conceit (1921)
- Sherlock Holmes' (1922)
- What's Wrong with the Women? (1922)
- Women Men Marry (1922)
- Has the World Gone Mad! (1923)
- Reno (1923)
- Another Scandal (1924)
- Gambling Wives (1924)
- Why Men Leave Home (1924)
- Happiness (1924)
- Miami (1924)
- Sinners in Silk (1924)
- The Snob (1924)
- Her Market Value (1925)
- Declassée (1925)
- Dangerous Innocence (1925)
- Zander the Great (1925)
- A. J. Raffles (1925)
- The Teaser (1925)
- Borrowed Finery (1925)
- Dance Madness (1926)
- The Caveman (1926)
- Pleasures of the Rich (1926)
- Skinner's Dress Suit (1926)
- Lew Tyler's Wives (1926)
- The Silver Treasure (1926)
- Don Juan (1926)
- Fools of Fashion (1926)
- Obey the Law (1926)
- Orchids and Ermine (1927)
- Venus of Venice (1927)
- Matinee Ladies (1927)
- Children of Divorce (1927)
- Black Tears (1927)
- The Cruel Truth (1927)
- Adam and Evil (1927)
- Wings (1927)
- One Woman to Another (1927)
- The Drop Kick (1927)
- A Reno Divorce (1927)
- French Dressing (1927)
- Companionate Marriage (1928)
- Love and Learn (1928)
- The Whip Woman (1928)
- The Port of Missing Girls (1928)
- The Chorus Kid (1928)
- Harold Teen (1928)
- Green Grass Widows (1928)
- Undressed (1928)
- Runaway Girls (1928)
- Girls Gone Wild (1929)
- The Last of Mrs. Cheyney (1929)
- His Glorious Night (1929)
- Half Marriage (1929)
- The Racketeer (1929)
- A Song of Kentucky (1929)
- Such Men Are Dangerous (1930)
- High Society Blues (1930)
- Murder Will Out (1930)
- Holiday (1930)
- Let Us Be Gay (1930)
- Our Blushing Brides (1930)
- War Nurse (1930)
- The Easiest Way (1931)
- The Prodigal (1931)
- Men Call It Love (1931)
- A Tailor Made Man (1931)
- Shipmates (1931)
- The Common Law (1931)
- The Mystery Train (1931)
- Rebound (1931)
- Flying High (1931)
- West of Broadway (1931)
- Good Sport (1931)
- The Man Who Played God (1932)
- Night World (1932)
- As You Desire Me (1932)
- Skyscraper Souls (1932)
- Downstairs (1932)
- Speak Easily (1932)
- The Unwritten Law (1932)
- Men Must Fight (1933)
- The Barbarian (1933)
- Pilgrimage (1933)
- Beauty for Sale (1933)
- Bombay Mail (1934)
- Little Man, What Now? (1934)
- Let's Be Ritzy (1934)
- No Ransom (1934)
- One Frightened Night (1935)
- Lady Tubbs (1935)
- Society Fever (1935)
- Somnis de joventut (1935)
- I Live My Life (1935)
- Three Kids and a Queen (1935)
- Ship Cafe (1935)
- The Dark Hour (1936)
- Doughnuts and Society (1936)
- La hija de Drácula (1936)
- Bunker Bean (1936)
- You Can't Buy Luck (1937)
- Dangerous Holiday (1937)
- Topper (1937)
- Artists and Models (1937)
- Vogues of 1938 (1937)
- Nothing Sacred (1937)
- Tarzan's Revenge (1938)
- Maid's Night Out (1938)
- Dangerous to Know (1938)
- Thanks for the Memory (1938)
- Midnight (1939)
- The Women (1939)
- The Aldrich Family - What a Life (1939)
- That's Right - You're Wrong (1939)
- Laugh It Off (1939)
- Queen of the Mob (1940)
- Cross-Country Romance (1940)
- The Aldrich Family - Life with Henry (1941)
- I Wanted Wings (1941)
- Reap the Wild Wind (1942)
- Breakfast in Hollywood (1946)
- The Corpse Came C.O.D. (1947)
- Sunset Blvd. (1950)
- Pepe (Cameo, 1960)
- The Patsy (1964)
- The Oscar (1966)

### Curts
- Mona Lisa (Film experimental en Technicolor, 1926)
- Cat, Dog & Co. (1929)
- The Stolen Jools (1931)
- Apples to You! (1934)
- Hedda Hopper's Hollywood No. 1 (1941)
- Hedda Hopper's Hollywood No. 2 (1941)
- Hedda Hopper's Hollywood No. 3 (1942)
- Hedda Hopper's Hollywood No. 4 (1942)
- Hedda Hopper's Hollywood No. 5 (1942)
- Hedda Hopper's Hollywood No. 6 (1942)
- Unusual Occupations (1946)
- Screen Snapshots: Hollywood Movie Columnists (1947)
- Screen Snapshots: The Walter Winchell Party (1957)
- Screen Snapshots: WAIF International Ball (1957)

## Política
Hopper era una fervent partidària del Partit Republicà. Durant les eleccions presidencials de 1944, per exemple, va parlar davant d'una manifestació massiva organitzada per David O. Selznick al Coliseum de Los Angeles en suport de la candidatura de Thomas E. Dewey - John W. Bricker així com del governador de Califòrnia Earl Warren, qui més tard es va convertir en el company de fórmula de Dewey el 1948, i més tard va ser el President del Tribunal Suprem dels Estats Units. El míting va congregar a 93.000 persones, amb Cecil B. DeMille com a mestre de cerimònies, i Walt Disney com un dels oradors. Altres assistents van ser Ronald Reagan, Barbara Stanwyck, Ann Sothern, Ginger Rogers, Randolph Scott, Adolphe Menjou, Dick Powell, Gary Cooper, Edward Arnold, i William Bendix. Malgrat la bona participació en el míting, la majoria de les celebritats de Hollywood que van prendre una posició pública es van posar del costat de la parella Franklin Roosevelt-Harry Truman.
Hopper va secundar fermament les audiències del Comitè d'Activitats Antiamericanes de la Cambra de Representants, i va ser convidada i oradora de la Divisió de Dones a la Convenció Nacional Republicana de 1956 celebrada a San Francisco per a tornar a nomenar a la parella Dwight Eisenhower-Richard Nixon com a candidats.
Era tan coneguda pel seu conservadorisme que es rumorejava que planejava posar-se dempeus, desplegar una bandera estatunidenca i retirar-se del 23è lliurament dels Premis Oscar el març de 1951 si José Ferrer, conegut per ser socialista, hagués guanyat l'Oscar al Millor actor. El rumor no era cert, però Hopper va fer broma dient que desitjava haver-ho pensat. El guionista Jay Bernstein va relatar que quan li va dir a Hopper que moltes persones a Hollywood l'anomenaven en privat nazi a causa del seu conservadorisme extrem, la columnista de xafarderies va començar a plorar i va respondre: "Jay, tot el que sempre he tractat de ser és una bona estatunidenca".